# العمليات العسكرية في الحرب الإسرائيلية على لبنان
العمليات العسكرية في الحرب الإسرائيلية على لبنان

## استهداف المدنيين

شقيقين قتل 3 افراد من عائلتهم في صور أثناء محاولتهم النزوح بعيدا عن مناطق القتال

صرح منسق شؤون الإغاثة في الأمم المتحدة يان إيجلاند ان قصف إسرائيل للبنان يشكل «خرقا بشعا للقوانين الإنسانية» وإن إسرائيل «دمرت المنطقة مبنى تلو الآخر». حدث أثناء القصف الإسرائيلي للبنان تدمير واسع النطاق للمنازل ومؤسسات الرعاية الصحية والمدارس والطرق والجسور ومستودعات الوقود وانقطاع خطوط إمدادات الغذاء. من جانب آخر صرح رئيس بلدية صيدا عبد الرحمن البزري «ان الدولة شبه غائبة عن تقديم المساعدات مشيرا إلى نقص كبير في حليب الأطفال واحتياجاتهم إضافة إلى المواد الطبية والغذائية وتحدث عن صعوبة في التنقل وفي وصول المساعدات بسبب انقطاع الطرقات نتيجة القصف الإسرائيلي الذي استهدف الجسور ومداخل الجنوب»
في 18 يوليو 2006 أعلنت مصادر رسمية لدولة الإمارات العربية المتحدة أن الطائرات الإسرائيلية أغارت على قافلة من سيارات الإسعاف مرسلة من قبل دولة الإمارات العربية المتحدة لوزارة الصحة اللبنانية وأن القافلة كانت تحمل علامات واضحة تدل على أنها جزء من عملية لنقل مواد إغاثية ومساعدات 
وكانت الغارات الإسرائيلية على بيروت قد تواصلت على إحياء الضاحية الجنوبية للعاصمة اللبنانية ومحيط مدينة صور واستهدفت إحدى الغارات محطة كهرباء الجية التي تقع إلى الجنوب من العاصمة بيروت مما أدى إلى اندلاع حرائق فيها. في 21 يوليو 2006 تم استهداف منطقة سكنية في صور وقتل العديد من المدنيين بما فيهم أطفال ورصدت منظمة مراقبة حقوق الإنسان حالات لاستهداف مدنيين نازحين رافعين للرايات البيضاء وإحداها حدثت في 23 يوليو 2006 في صور
من جانب آخر قُتل تسعة إسرائيليين وأُصيب قرابة عشرين آخرين في قصف صاروخي شنه حزب الله صباح 16 يوليو 2006 على مدينة حيفا شمالي إسرائيل وأصابت الصواريخ محطة قطار وشارعاً رئيسياً في المدينة، بينما استهدفت صواريخ أخرى مصفاة لتكرير النفط بالقرب من ميناء حيفا الذي يعد أكبر موانئ إسرائيل. استهدفت صواريخ أخرى مدن رئيسية في إسرائيل منها الناصرة وطبرية ونهاريا وصفد والعفولة وفي 18 يوليو 2006 صرح منظمة مراقبة حقوق الإنسان إن الهجوم الصاروخي الذي استهدف حيفا هو الأسوء من ناحية كونهاستهدافا متعمدا لأهداف مدنية .

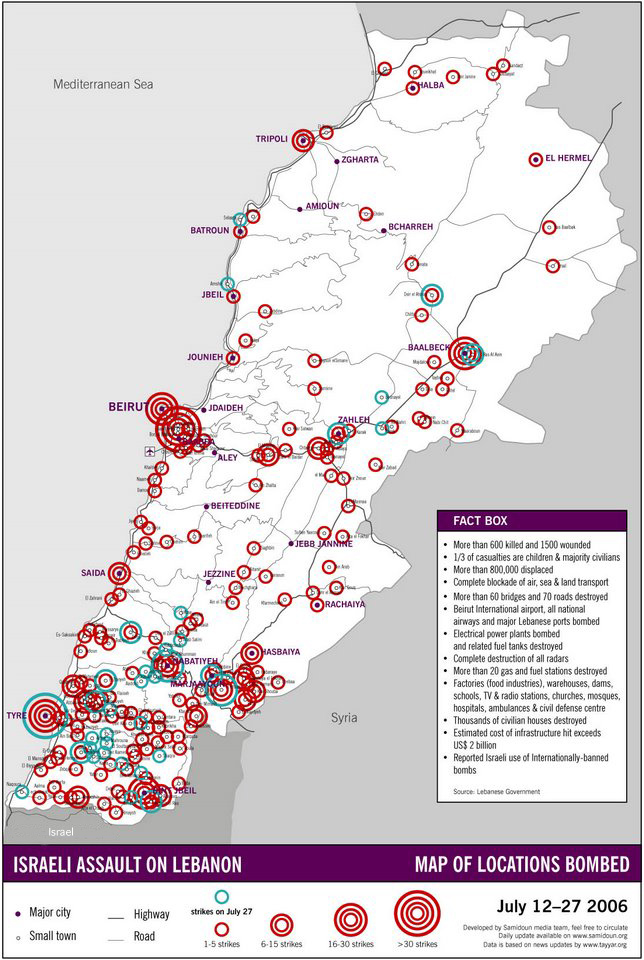
المناطق التي استهدفها القصف الإسرائيلي في لبنان من 12 يوليو حتى 27 يوليو.

في 24 يوليو 2006 حدثت الاستهدافات التالية للمدنيين: مقتل مدنيين لبنانيين وإصابة سبعة آخرين بجروح في قصف استهدف سيارة بمنطقة المعلية قرب مدينة صور جنوب لبنان. مقتل طفلة وجرح 14 آخرين في غارة على الحلوسية جنوبي لبنان، والغارة تدمر خمسة منازل، ومصير عائلة كاملة تحت الأنقاض ما زال مجهولا بعدما دمر منزلهم وهم نيام في وقت مبكر. إصابة 10 مدنيين في قصف للدوير قرب النبطية وتدمير عدد من المنازل وجرح ثلاثة مدنيين في مدينة النبطية ومقتل شخص وجرح ستة فلسطينيين في قصف حدث في مخيم الرشيدية للاجئين الفلسطينيين وجرح شخص واحد من جراء سقوط صواريخ حزب الله على مستوطنة شلومي.
في 30 يوليو 2006 حدث تصعيد خطير في استهداف المدنيين حيث قتل ما يزيد على 54 شخصاً معظمهم من النساء والأطفال في مبنى سكني يستخدم كملجأ للنازحين في بلدة «قانا»، جنوبي لبنان حيث قامت المقاتلات الإسرائيلية بقصف المبنى ذو الأربعة طوابق الذي كان يأوي قرابة 65 شخصاً، غالبيتهم من النساء والأطفال. كان التبرير الجيش الإسرائيلي للقصف أن لديهم إثباتات بأن حزب الله كان يستخدم موقعا يبعد نحو 9 أمتار - 18 مترا تقريباً عن موقع المبنى الذي تم قصفه في قانا وإن المبنى بحد ذاته لم يكن هدف  وقد اثار مذبحة قانا 2006 ردود فعل غاضبة من رئيس الوزراء اللبناني فؤاد السنيورة الذي رفض أية مفاوضات قبل وقف إطلاق النار بعد مجزرة قانا وصرح السنيورة ان الوقت غير مناسب بعد ذلك الحادثة لزيارة وزيرة الخارجية الأمريكية كوندوليزا رايس لبيروت.
من جانبها رد حزب الله على الفور على المذبحة بمواصلة القصف على مستوطنات في شمال إسرائيل وقال الحزب في بيان صدر على تلفزيون المنار التابع له: «إن مجزرة» قانا«لن تبقى دون رد.». كما نقل تلفزيون «المنار» التابع لحزب الله عن الحزب قوله إن المجتمع الدولي يتحمل المسؤولية عن استمرار العدوان على المدنيين في المقابل أعلن رئيس الوزراء الإسرائيلي إيهود أولمرت أنه لن يطالب بوقف لإطلاق النار ولن يأمر الجيش بتعديل عملياته بالرغم من أنه أعرب عن أسفه لما حصل في قانا.

### القنابل العنقودية
ذكرت الحملة السويسرية ضد للألغام المضادة للأشخاص في البيان الذي أصدرته يوم الأربعاء 26 يوليو الجاري في جنيف، "إن القوات الإسرائيلية بحوزتها عدة ملايين من هذه الذخيرة التي تم تطويرها وإنتاجها بالتعاون مع شركة صناعة الأسلحة السويسرية "رواغ" (RUAG)، التي تمتلكها الحكومة الفدرالية السويسرية.
وأضافت هذه الحملة، التي تضم حوالي 50 منظمة غير حكومية سويسرية، أن الجيش السويسري يقوم بتخزين هذه الذخيرة. كما عبّـرت عن «الأسف لاستعمال إسرائيل لهذه الألغام في منطقة تم نزع الألغام منها مؤخرا، مما يجعلها غير آمنة لوقت طويل بعد انتهاء الصراع الحالي».
وكانت منظمة هيومان رايتس واتش، المدافعة عن حقوق الإنسان قد قامت بتحقيق ميداني في لبنان، استنتجت فيه أن «إسرائيل تستخدم قذائف المدفعية العنقودية في المناطق المأهولة بالسكان في لبنان».

## القدرات الصاروخية لحزب الله
صرح الأمين العام لحزب الله، حسن نصرالله في 23 مايو 2006 إن حزبه يمتلك نحو 12,000 صاروخ وحسب تقارير مجلة «جينز» المتخصصة بشؤون الدفاع فإن الحزب يمتلك ما بين 10,000 إلى 15,000 صاروخ. يعتقد المحللين العسكريين أن القدرات الصاروخية التي يمتلكها حزب الله مصدرها إيران بصورة رئيسية، وتأتي في المرتبة الثانية من سوريا. من الصواريخ التي يمتلكها حزب الله:
| الصاروخ | نموذج | نبذة                                                                                     |  |
| ------- | ----- | ---------------------------------------------------------------------------------------- |  |
| كاتيوشا |       | معظم الصواريخ التي يمتلكها حزب الله من هذا النوع، الذي يتراوح مداه بين 12 و22 كيلومتراً   |  |
| فجر     |       | كاتيوشا مطورة من قبل إيران، ويبلغ مداها ما بين 35 و75                                    |  |
| رعد     |       | إيرانية الصنع، وهي تقليد لصواريخ "فروغ" الروسية، ويصل مداها إلى 70 كيلومتراً.             |  |
| زلزال 1 |       | صاروخ إيراني، يبلغ مداها 150 كيلومتراً تقريباً                                             |  |
| زلزال 2 |       | إيراني الصنع قد يبلغ مداها 200 كيلومتر، إلا أن هذا النوع من الصواريخ لا يصيب أهدافه بدقة |  |

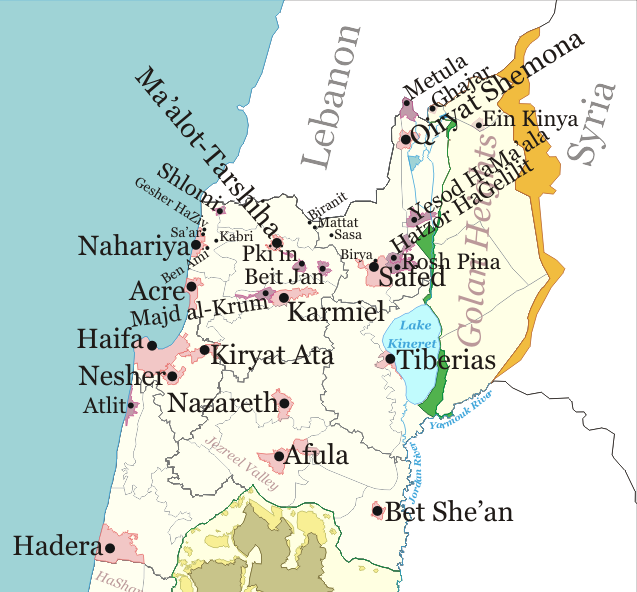
خريطة المواقع والمدن الإسرائيلية التي استهدفتها صواريخ حزب الله خلال الحرب.

هناك مصادر تشير إلى ان حزب الله تمتلك طائرة بدون طيار أو بريداتور ويعتقد إن بإمكان هذه الطائرة التحليق فوق إسرائيل وتحديد الهدف واصابته بدقة، حيث حلقت هذه الطائرة قبل عام والتقت صور فيديو لشمال إسرائيل وبالتالي يمكن أن تحمل متفجرات وإن كانت غير ثقيلية ولكن موجهة وبأسلوب بدائي